# Нокберге
Нокберге (нім. Nationalpark Nockberge) — національний парк в Австрії.
Парк розташований на території кількох громад федеральної землі Каринтія. Більша частина парку, 47 % його території, розташована на території громади Кремс, 23 % — на території громади Бад-Кляйнкірхгайм, 21 % — міської громади Радентайн, 9 % — громади Райхенау.
На території парку розташовані альпійські луки і пасовиська.